# Uncle Josh at the Moving Picture Show
Uncle Josh at the Moving Picture Show è un cortometraggio muto del 1902 diretto da Edwin S. Porter.
La pellicola è nota in italiano anche come Lo zio Josh va al cinema.

## Trama
Lo zio Josh assiste a uno spettacolo cinematografico intitolato The Edison Projecting Kinetoscope credendo che ciò che appare sullo schermo sia vero. Nella prima scena (Parisian Danger) c'è una ballerina e Josh salta giù dal suo posto per ballare accanto allo schermo. Nella seconda scena (The Black Diamond Express) scappa di fronte a un treno in corsa che si dirige verso di lui. Nella terza scena (The Country Couple) si avventa sullo schermo per bloccare un uomo che sta cercando di baciare una ragazza, trascinando giù il telo e facendo infuriare il tecnico del cinema, con cui si azzuffa.

## Produzione
Il film fu prodotto dalla Edison Manufacturing Company.

## Distribuzione
Distribuito dalla Edison Manufacturing Company, il film - un cortometraggio in una bobina - uscì nelle sale cinematografiche degli Stati Uniti nel gennaio 1902.
Copia della pellicola viene conservata negli archivi della Library of Congress. Il 22 aprile 2008, il film è stato inserito in un'antologia su DVD dal titolo Before the Nickelodeon: The Early Cinema of Edwin S. Porter della durata totale di 58 minuti, distribuito sul mercato dalla Kino International.